# Vladimir Aleksandrovitch Antonov-Ovseenko
Vladimir Antonov-Ovseenko (em russo: Влади́мир Алекса́ндрович Анто́нов-Овсе́енко; em ucraniano: Володимир Олександрович Антонов-Овсієнко) (Tchernigov, Ucrânia, 9 de março de 1883 (jul.) - Moscovo, 10 de fevereiro de 1939) foi um destacado bolchevique, jornalista, militar e diplomático originário da Ucrânia. Dirigiu o assalto ao Palácio de Inverno que culminou a vitória bolchevique durante a Revolução de Outubro. Foi um dos processados durante o Grande Expurgo stalinista. Utilizava o pseudônimo Schtik no partido e A. Galski na literatura. 

## Início da carreira militar
Vladimir Antonov-Ovseenko nasceu em Tchernigov, Ucrânia, em 9 de março (jul.)/ 21 de março (greg.), numa família de oficiais do exército tsarista. Graduou-se no corpo de cadetes de Voronej em 1901, e ingressou, por pressão parterna, na Escola Militar de Engenharia de Mikolaiv. Denunciou o ambiente castrense e foi encarcerado, sendo libertado pouco depois graças à influência do seu pai. Em 1902 abandonou a morada paterna e trabalhou como peão e condutor, até ingressar finalmente na Escola Militar de Petrogrado. 

## Atividade revolucionária
Em 1902 aderiu ao Partido Operário Social-Democrata Russo (POSDR). Durante a sua época como militar na escola de infanteria Vladimir em Petrogrado, fundou um grupo revolucionário de militares. Terminada a sua trajetória na Escola Vladimir, foi destinado a Varsóvia, onde fundou o Comité Militar do POSDR. Porém, foi rapidamente destinado ao extremo oriente. Depois do seu serviço lá, renunciou ao grau de podporutchik (subtenente) para dedicar-se inteiramente à luta revolucionária clandestina. Durante a Revolução de 1905, dirigiu o levantamento operário em Novo-Aleksandria (Polónia) e em Sebastopol (Crimeia). Porém, com o fracasso da revolução, foi detido e sentençado a morte. A pena foi comutada por vinte anos de exílio na Sibéria, mas conseguiu fugir em 1910 e emigrou a Paris. 

## Assalto ao Palácio de Inverno
Como membro da organização militar do POSDR, transladou-se a Helsínquia para dirigir o trabalho de propaganda entre os soldados do norte e os marinheiros da frota baltica, editando o jornal Volna (Волна: Onda). Em 1917, Antonov-Ovseenko teve uma participação direta nas manifestações contra a Ofensiva Kerenski. Por esse motivo, foi detido junto com outros revolucionários como Fiodor Raskolnikov. Ambos dirigiram uma carta de protesto contra o arresto sem fundamento, e as fontes oficiais soviéticas posteriores indicam que a sua libertação se deu sob fiança. 
Como quer que fosse, jogou um papel relevante na insurreição de outubro como Secretário do Comité Revolucionário de Petrogrado, dirigindo a guarda vermelha, os soldados revolucionários e os marinheiros no assalto ao Palácio de Inverno que terminou com o arresto do Governo provisório russo. No Segundo Congresso dos Sovietes de Todas as Rússias, foi eleito membro do Comité para os Assuntos Militares e Navais do Sovnarkom de Lenin. 

## Guerra Civil
Como especialista militar, em dezembro de 1917, Antonov-Ovseenko foi eleito para o mando do Exército Vermelho no sul do país contra os cossacos de Aleksei Kaledin e contra as forças nacionalistas ucranianas que apoiavam a Rada Central Ucraniana. Dirigiu a entrada dos exércitos russos em Kharkov, então a capital da Ucrânia. 
Em 1919, foi nomeado Presidente do Comité Executivo do Oblast de Tambov, que entre esse ano e 1921 viveu um levantamento camponês anti-bolchevique dirigido por Aleksandr Antonov (анто́новщина: antonovshchina) motivado pela política de recoleção forçosa decretada pelo governo soviético no marco do denominado comunismo de guerra. Em 1921, esmagou a rebelião em colaboração com Mikhail Tukhatchevski, utilizando para isso mais de 30.000 soldados, armas químicas sobrantes da Primeira Guerra Mundial e campos de concentração para familiares dos rebeldes.

## Época soviética
Durante a guerra civil, Antonov-Ovseenko formou-se como um funcionário do Partido altamente competente. Entre 1922 e 1924 foi nomeado Chefe do Departamento Político do Conselho Militar Revolucionário. Desde esse cargo, levou adiante uma campanha de oposição à concentração de poder na figura de Stalin. Por essa via, aderiu à Oposição de Esquerda dirigida por Lev Trotski. Embora a sua oposição a Stalin, ocupou cargos plenipotenciários nos países limítrofes com a Rússia soviética: Tchecoslováquia (1924), Lituânia (1928) e Polónia (1930). Porém, em 1928, por pressões, foi obrigado a separar-se da linha trotskista. Após essa renúncia, foi nomeado Promotor Chefe da RSFSR (1934) e Comissário Popular de Justiça da RSFSR (1937). 
Entre ambos os cargos, foi designado cónsul geral da URSS em Barcelona (entre 1936 e 1937), onde defendeu a linha stalinista frente aos grupos anarquistas e trotskistas do POUM que controlavam o movimento antifascista na Catalunha. 
A finais de 1937, Antonov-Ovseenko foi destituído dos seus cargos e exiliado na Espanha. Lá, foi arrestado pelo NKVD durante o Grande Expurgo de 1937. Em 8 de fevereiro de 1938 foi sentençado a morte pelo Colégio Militar da Corte Suprema da URSS "por pertença a organização terrorista trotskista e por espionagem". Foi fuzilado em 1939 e reabilitado em 1956.